# AMD Radeon R800
Radeon R800 je inženýrské označení pro GPU vyvíjené společností AMD a je pájen na grafické karty řady Radeon HD 5000. Jádro RV870 bylo uvedeno na trh 29. září 2009. Jádra RV840 bylo uvedeno 13. října 2009. Jádra je vyráběno 40 nm u TSMC. Podporuje DirectX 11, Shader model 5 a OpenGL 4.1 a OpenCL 1.1.
Jádro má vývojové jméno Evergreen.
Byla zvýšena plocha o 31 % a hustota tranzistorů o 73 % oproti RV770, o 18 % a 90 % oproti RV790 a hustota tranzistorů oproti RV740 byla o 7 % vyšší.

## Přehled

### Parametry
- Jádro
  - Až 2x320 5D jednotek (2x1600 SP)
  - Unifikovaná superskalární architektura shaderu.
  - Typy: RV870, RV840, RV830
  - Podpora DirectX 11.
  - 40nm proces.
  - SIMD instrukce.
- Paměť
  - GDDR5 paměti a až 256bitová sběrnice.
  - Frekvence GDDR5 až 4,8 GHz.

### Modely

#### RV810
- Jádro
  - jméno: Cedar Pro
  - nejnižší třída
  - TDP do 25 W
  - 40 nm proces, vyráběno u TSMC
  - 16 5D jednotek (80 SP)
- Paměť
  - 64bitová paměťová sběrnice

#### RV830
- Jádro
  - jména: Redwood LE/PRO/XT
  - nižší třída
  - TDP do 70 W
  - 40 nm proces, vyráběno u TSMC
  - 64/80 5D jednotek (320/400 SP)
- Paměť
  - 128bitová paměťová sběrnice

#### RV840
- Jádro
  - jména: Juniper PRO/XT
  - střední třída
  - TDP do 115 W
  - 40 nm proces, vyráběno u TSMC
  - 144/160 5D jednotek (720/800 SP)
- Paměť
  - 128bitová paměťová sběrnice

#### RV870
- Jádro
  - jména: Cypress LE/PRO/XT
  - nejvyšší třída
  - TDP do 195 W pro jednočip a 305 W pro dvoučip
  - 40 nm proces, vyráběno u TSMC
  - 288/320 5D jednotek (1440/1600 SP)
- Paměť
  - 256bitová paměťová sběrnice

## Podrobnější info
- 1 Zařazení je bráno v době vydání nebo po dobu kdy nebylo nic novějšího.
- 2 Rozděleno na počet SM bloků v jádru, počet Shader jednotek v 1 SM bloku a počet jednotek v 1 Shader jednotce
- 3 GFLOPS = FMAD

| Připojitelné rozhraní | Podpora API | Podpora API  | Podpora API | Podpora API | Podpora API | Jádro       | Jádro        | Jádro           | Jádro     |
| Připojitelné rozhraní | DirectX     | Shader model | OpenGL      | OpenCL      | UVD         | Proces (nm) | Hardware T&L | SM bloky2       | SM bloky2 |
| Připojitelné rozhraní | DirectX     | Shader model | OpenGL      | OpenCL      | UVD         | Proces (nm) | Hardware T&L | Shader jednotky | Jednotek  |
| --------------------- | ----------- | ------------ | ----------- | ----------- | ----------- | ----------- | ------------ | --------------- | --------- |
| PCIe 2.1 x16          | 11          | 5            | 4.1         | 1.1         | 2.2         | 40          | ano          | 16              | 5         |

| Název | Název | Název           | Název           | Vydáno             | Modely karet                      | Část trhu 1 | Jádro       | Jádro                       | Jádro              | Jádro     | Jádro     | Jádro       | Jádro       | Jádro    | Jádro    | Jádro    | Jádro   | Jádro     | Jádro     | Jádro         | Jádro         | Jádro          | Frekvence (MHz) | Frekvence (MHz) | Frekvence (MHz) | Výkon               | Výkon               | Výkon               | Výkon               | Výkon          | Výkon          | Výkon        | Výkon        | Výkon                  | Výkon                  | Výkon                              | Výkon                              | Výkon                           | Výkon                           | Paměťová část   | Paměťová část | Paměťová část      | Paměťová část        | TDP (W) | TDP (W) | Poznámky           |
| Jádro | Jádro | Kódové označení | Kódové označení | Vydáno             | Modely karet                      | Část trhu 1 | Počet jader | Počet tranzistorů (miliónů) | Plocha jádra (mm2) | SM bloky2 | SM bloky2 | Shadery     | Shadery     | Shadery  | Shadery  | TMU      | TMU     | ROP       | ROP       | ROP           | ROP           | Poměr jednotek | Čip             | Paměti          | Paměti          | Teoretický (GFLOPS) | Teoretický (GFLOPS) | Teoretický (GFLOPS) | Teoretický (GFLOPS) | Fillrate       | Fillrate       | Fillrate     | Fillrate     | Fillrate               | Fillrate               | Fillrate                           | Fillrate                           | Fillrate                        | Fillrate                        | Paměť (MiB)     | Typ pamětí    | Propustnost (GB/s) | Šířka sběrnice (bit) | 2D      | 3D      | Poznámky           |
| Jádro | Jádro | Kódové označení | Kódové označení | Vydáno             | Modely karet                      | Část trhu 1 | Počet jader | Počet tranzistorů (miliónů) | Plocha jádra (mm2) | Počet     | Počet     | 5D jednotek | 5D jednotek | Jednotek | Jednotek | Na jádro | Celkově | color ROP | color ROP | Z/Stencil ROP | Z/Stencil ROP | Poměr jednotek | Čip             | Reálná          | Efektivní       | Single precision    | Single precision    | Double precision    | Double precision    | Texture (GT/s) | Texture (GT/s) | Pixel (GP/s) | Pixel (GP/s) | Z/Stencil (GSamples/s) | Z/Stencil (GSamples/s) | Propustnost geometrie (Mpolygon/s) | Propustnost geometrie (Mpolygon/s) | Načítaní 32bit dat (Gfetches/s) | Načítaní 32bit dat (Gfetches/s) | Paměť (MiB)     | Typ pamětí    | Propustnost (GB/s) | Šířka sběrnice (bit) | 2D      | 3D      | Poznámky           |
| Jádro | Jádro | Kódové označení | Kódové označení | Vydáno             | Modely karet                      | Část trhu 1 | Počet jader | Počet tranzistorů (miliónů) | Plocha jádra (mm2) | Celkově   | Na jádro  | Celkově     | Na jádro    | Celkově  | Na jádro | Na jádro | Celkově | Celkově   | Na jádro  | Celkově       | Na jádro      | Poměr jednotek | Čip             | Reálná          | Efektivní       | Celkově             | Na jádro            | Celkově             | Na jádro            | Celkově        | Na jádro       | Celkově      | Na jádro     | Celkově                | Na jádro               | Celkově                            | Na jádro                           | Celkově                         | Na jádro                        | Paměť (MiB)     | Typ pamětí    | Propustnost (GB/s) | Šířka sběrnice (bit) | 2D      | 3D      | Poznámky           |
| ----- | ----- | --------------- | --------------- | ------------------ | --------------------------------- | ----------- | ----------- | --------------------------- | ------------------ | --------- | --------- | ----------- | ----------- | -------- | -------- | -------- | ------- | --------- | --------- | ------------- | ------------- | -------------- | --------------- | --------------- | --------------- | ------------------- | ------------------- | ------------------- | ------------------- | -------------- | -------------- | ------------ | ------------ | ---------------------- | ---------------------- | ---------------------------------- | ---------------------------------- | ------------------------------- | ------------------------------- | --------------- | ------------- | ------------------ | -------------------- | ------- | ------- | ------------------ |
| RV810 | Pro   | Cedar Pro       | Cedar Pro       | 4. února 2010      | HD 5450                           | Nejnižší    | 1           | 292                         | 59                 | 1         | 1         | 16          | 16          | 80       | 80       | 8        | 8       | 4         | 4         | 16            | 16            | 4:2:1:4        | 650             | 400             | 800             | 104                 | 104                 | -                   | -                   | 5,2            | 5,2            | 2,6          | 2,6          | 10,4                   | 10,4                   | 650                                | 650                                | 20,8                            | 20,8                            | 512 1024        | DDR2          | 6,4                | 64                   | 6,4     | 19,1    |                    |
| RV810 | Pro   | Cedar Pro       | Cedar Pro       | 4. února 2010      | HD 5450                           | Nejnižší    | 1           | 292                         | 59                 | 1         | 1         | 16          | 16          | 80       | 80       | 8        | 8       | 4         | 4         | 16            | 16            | 4:2:1:4        | 650             | 800             | 1600            | 104                 | 104                 | -                   | -                   | 5,2            | 5,2            | 2,6          | 2,6          | 10,4                   | 10,4                   | 650                                | 650                                | 20,8                            | 20,8                            | 512 1024        | DDR3          | 12,8               | 64                   | 6,4     | 19,1    |                    |
| RV830 | LE    | Redwood         | LE              | 9. února 2010      | HD 5550                           | Nižší       | 1           | 627                         | 104                | 4         | 4         | 64          | 64          | 320      | 320      | 16       | 16      | 8         | 8         | 32            | 32            | 8:2:1:4        | 550             | 400             | 800             | 352                 | 352                 | -                   | -                   | 8,8            | 8,8            | 4,4          | 4,4          | 17,6                   | 17,6                   | 550                                | 550                                | 35,2                            | 35,2                            | 512 1024        | DDR2          | 12,8               | 128                  | 10      | 39      |                    |
| RV830 | LE    | Redwood         | LE              | 9. února 2010      | HD 5550                           | Nižší       | 1           | 627                         | 104                | 4         | 4         | 64          | 64          | 320      | 320      | 16       | 16      | 8         | 8         | 32            | 32            | 8:2:1:4        | 550             | 800 900         | 1600 1800       | 352                 | 352                 | -                   | -                   | 8,8            | 8,8            | 4,4          | 4,4          | 17,6                   | 17,6                   | 550                                | 550                                | 35,2                            | 35,2                            | 512 1024        | DDR3          | 24,5 28,8          | 128                  | 10      | 39      |                    |
| RV830 | LE    | Redwood         | LE              | 9. února 2010      | HD 5550                           | Nižší       | 1           | 627                         | 104                | 4         | 4         | 64          | 64          | 320      | 320      | 16       | 16      | 8         | 8         | 32            | 32            | 8:2:1:4        | 550             | 900 1000        | 3600 4000       | 352                 | 352                 | -                   | -                   | 8,8            | 8,8            | 4,4          | 4,4          | 17,6                   | 17,6                   | 550                                | 550                                | 35,2                            | 35,2                            | 512 1024        | GDDR5         | 57,6 64            | 128                  | 10      | 39      |                    |
| RV830 | Pro   | Redwood         | Pro             | 9. února 2010      | HD 5570                           | Nižší       | 1           | 627                         | 104                | 5         | 5         | 80          | 80          | 400      | 400      | 16       | 16      | 8         | 8         | 32            | 32            | 10:2:1:4       | 650             | 900             | 1800            | 520                 | 520                 | -                   | -                   | 13             | 13             | 5,2          | 5,2          | 20,8                   | 20,8                   | 650                                | 650                                | 52                              | 52                              | 512 1024        | DDR3          | 28,8               | 128                  | 10      | 39      |                    |
| RV830 | Pro   | Redwood         | Pro             | 9. února 2010      | HD 5570                           | Nižší       | 1           | 627                         | 104                | 5         | 5         | 80          | 80          | 400      | 400      | 16       | 16      | 8         | 8         | 32            | 32            | 10:2:1:4       | 650             | 900 1000        | 3600 4000       | 520                 | 520                 | -                   | -                   | 13             | 13             | 5,2          | 5,2          | 20,8                   | 20,8                   | 650                                | 650                                | 52                              | 52                              | 512 1024        | GDDR5         | 57,6 64            | 128                  | 10      | 39      |                    |
| RV830 | XT    | Redwood         | XT              | 14. ledna 2010     | HD 5670                           | Střední     | 1           | 627                         | 104                | 5         | 5         | 80          | 80          | 400      | 400      | 16       | 16      | 8         | 8         | 32            | 32            | 10:2:1:4       | 775             | 1000            | 4000            | 620                 | 620                 | -                   | -                   | 15,5           | 15,5           | 6,2          | 6,2          | 24,8                   | 24,8                   | 775                                | 775                                | 62                              | 62                              | 512 1024        | GDDR5         | 64                 | 128                  | 15      | 64      |                    |
| RV840 | LE    | Juniper         | LE              | 13. října 2009     | HD 5750                           | Střední     | 1           | 1040                        | 170                | 9         | 9         | 144         | 144         | 720      | 720      | 36       | 36      | 16        | 16        | 64            | 64            | 9:2,25:1:4     | 700             | 1150            | 4600            | 1008                | 1008                | -                   | -                   | 25,2           | 25,2           | 11,2         | 11,2         | 44,8                   | 44,8                   | 700                                | 700                                | 100,8                           | 100,8                           | 512 1024        | GDDR5         | 73,6               | 128                  | 16      | 86      |                    |
| RV840 | XT    | Juniper         | XT              | 13. října 2009     | HD 5770                           | Střední     | 1           | 1040                        | 170                | 10        | 10        | 160         | 160         | 800      | 800      | 40       | 40      | 16        | 16        | 64            | 64            | 10:2,5:1:4     | 850             | 1200            | 4800            | 1360                | 1360                | -                   | -                   | 34             | 34             | 13,6         | 13,6         | 54,4                   | 54,4                   | 850                                | 850                                | 136                             | 136                             | 512 1024        | GDDR5         | 76,8               | 128                  | 18      | 108     |                    |
| RV870 | LE    | Cypress         | LE              | 25. února 2010     | HD 5830                           | Vyšší       | 1           | 2154                        | 334                | 14        | 14        | 224         | 224         | 1120     | 1120     | 56       | 56      | 16        | 16        | 64            | 64            | 14:3,5:1:4     | 800             | 1000            | 4000            | 1792                | 1792                | 358                 | 358                 | 44,8           | 44,8           | 12,8         | 12,8         | 51,2                   | 51,2                   | 800                                | 800                                | 179,2                           | 179,2                           | 1024            | GDDR5         | 128                | 256                  | 25      | 175     |                    |
| RV870 | Pro   | Cypress         | Pro             | 30. září 2009      | HD 5850                           | Vyšší       | 1           | 2154                        | 334                | 18        | 18        | 288         | 288         | 1440     | 1440     | 72       | 72      | 32        | 32        | 128           | 128           | 9:2,25:1:4     | 725             | 1000            | 4000            | 2088                | 2088                | 418                 | 418                 | 52,2           | 52,2           | 23,2         | 23,2         | 92,8                   | 92,8                   | 725                                | 725                                | 209                             | 209                             | 1024 2048       | GDDR5         | 128                | 256                  | 27      | 151     |                    |
| RV870 | XT    | Cypress         | XT              | 30. září 2009      | HD 5870 HD 5870 Eyefinity Edition | Vyšší       | 1           | 2154                        | 334                | 20        | 20        | 320         | 320         | 1600     | 1600     | 80       | 80      | 32        | 32        | 128           | 128           | 10:2,5:1:4     | 850             | 1200            | 4800            | 2720                | 2720                | 544                 | 544                 | 68             | 68             | 27,2         | 27,2         | 108,8                  | 108,8                  | 850                                | 850                                | 272                             | 272                             | 1024 2048       | GDDR5         | 153,6              | 256                  | 27      | 188     | 6 mini DisplayPort |
| RV870 | XT    | Cypress         | XT              |                    | HD 5870 X2                        | Nejvyšší    | 2           | 2× 2154                     | 2× 334             | 40        | 20        | 640         | 320         | 3200     | 1600     | 160      | 80      | 64        | 32        | 256           | 128           | 10:2,5:1:4     | 850             | 1200            | 4800            | 5440                | 2720                | 1088                | 544                 | 136            | 68             | 54,4         | 27,2         | 217,6                  | 108,8                  | 1700                               | 850                                | 544                             | 272                             | 2× 2048         | GDDR5         | 2× 153,6           | 2× 256               |         |         |                    |
| RV870 | XT    | Hemlock         | XT              | 18. listopadu 2009 | HD 5970                           | Nejvyšší    | 2           | 2× 2154                     | 2× 334             | 40        | 20        | 640         | 320         | 3200     | 1600     | 160      | 80      | 64        | 32        | 256           | 128           | 10:2,5:1:4     | 725             | 1000            | 4000            | 4640                | 2320                | 928                 | 464                 | 116            | 58             | 46,4         | 23,2         | 185,6                  | 92,8                   | 1450                               | 725                                | 464                             | 232                             | 2× 1024 2× 2048 | GDDR5         | 2× 128             | 2× 256               | 51      | 294     |                    |
| Jádro | Jádro | Kódové označení | Kódové označení | Vydáno             | Modely karet                      | Část trhu 1 | Počet jader | Počet tranzistorů (miliónů) | Plocha jádra (mm2) | Celkově   | Na jádro  | Celkově     | Na jádro    | Celkově  | Na jádro | Na jádro | Celkově | Celkově   | Na jádro  | Celkově       | Na jádro      | Poměr jednotek | Čip             | Reálná          | Efektivní       | Celkově             | Na jádro            | Celkově             | Na jádro            | Celkově        | Na jádro       | Celkově      | Na jádro     | Celkově                | Na jádro               | Celkově                            | Na jádro                           | Celkově                         | Na jádro                        | Paměť (MiB)     | Typ pamětí    | Propustnost (GB/s) | Šířka sběrnice (bit) | 2D      | 3D      | Poznámky           |
| Jádro | Jádro | Kódové označení | Kódové označení | Vydáno             | Modely karet                      | Část trhu 1 | Počet jader | Počet tranzistorů (miliónů) | Plocha jádra (mm2) | Počet     | Počet     | 5D jednotek | 5D jednotek | Jednotek | Jednotek | Na jádro | Celkově | color ROP | color ROP | Z/Stencil ROP | Z/Stencil ROP | Poměr jednotek | Čip             | Reálná          | Efektivní       | Single Precision    | Single Precision    | Double Precision    | Double Precision    | Texture (GT/s) | Texture (GT/s) | Pixel (GP/s) | Pixel (GP/s) | Z/Stencil (GSamples/s) | Z/Stencil (GSamples/s) | Propustnost geometrie (Mpolygon/s) | Propustnost geometrie (Mpolygon/s) | Načítaní 32bit dat (Gfetches/s) | Načítaní 32bit dat (Gfetches/s) | Paměť (MiB)     | Typ pamětí    | Propustnost (GB/s) | Šířka sběrnice (bit) | 2D      | 3D      | Poznámky           |
| Jádro | Jádro | Kódové označení | Kódové označení | Vydáno             | Modely karet                      | Část trhu 1 | Počet jader | Počet tranzistorů (miliónů) | Plocha jádra (mm2) | SM bloky2 | SM bloky2 | Shadery     | Shadery     | Shadery  | Shadery  | TMU      | TMU     | ROP       | ROP       | ROP           | ROP           | Poměr jednotek | Čip             | Paměti          | Paměti          | Teoretický (GFLOPS) | Teoretický (GFLOPS) | Teoretický (GFLOPS) | Teoretický (GFLOPS) | Fillrate       | Fillrate       | Fillrate     | Fillrate     | Fillrate               | Fillrate               | Fillrate                           | Fillrate                           | Fillrate                        | Fillrate                        | Paměť (MiB)     | Typ pamětí    | Propustnost (GB/s) | Šířka sběrnice (bit) | 2D      | 3D      | Poznámky           |
| Název | Název | Název           | Název           | Vydáno             | Modely karet                      | Část trhu 1 | Jádro       | Jádro                       | Jádro              | Jádro     | Jádro     | Jádro       | Jádro       | Jádro    | Jádro    | Jádro    | Jádro   | Jádro     | Jádro     | Jádro         | Jádro         | Jádro          | Frekvence (MHz) | Frekvence (MHz) | Frekvence (MHz) | Výkon               | Výkon               | Výkon               | Výkon               | Výkon          | Výkon          | Výkon        | Výkon        | Výkon                  | Výkon                  | Výkon                              | Výkon                              | Výkon                           | Výkon                           | Paměťová část   | Paměťová část | Paměťová část      | Paměťová část        | TDP (W) | TDP (W) | Poznámky           |